# Stamboom Karel August van Saksen-Weimar-Eisenach (1844-1894)
Dit is de stamboom van Karel August van Saksen-Weimar-Eisenach (1844-1894).
| Stamboom Karel August van Saksen-Weimar-Eisenach (1844-1894)                                              | Stamboom Karel August van Saksen-Weimar-Eisenach (1844-1894)                                       | Stamboom Karel August van Saksen-Weimar-Eisenach (1844-1894)                                       | Stamboom Karel August van Saksen-Weimar-Eisenach (1844-1894)                                       | Stamboom Karel August van Saksen-Weimar-Eisenach (1844-1894)                                       |
| --- | -------------------------------------------------------------------------------------------------- | -------------------------------------------------------------------------------------------------- | -------------------------------------------------------------------------------------------------- | -------------------------------------------------------------------------------------------------- |
| Grootouders                                                                                               | Karel Frederik van Saksen-Weimar-Eisenach (1783-1853) x 1804 Maria Romanov (1786-1859)             | Karel Frederik van Saksen-Weimar-Eisenach (1783-1853) x 1804 Maria Romanov (1786-1859)             | Willem II van Oranje-Nassau (1792-1849) x 1816 Anna Romanov (1795-1865)                            | Willem II van Oranje-Nassau (1792-1849) x 1816 Anna Romanov (1795-1865)                            |
| Ouders | Karel Alexander van Saksen-Weimar-Eisenach (1818-1901) x 1842 Sophie van Oranje-Nassau (1824-1897) | Karel Alexander van Saksen-Weimar-Eisenach (1818-1901) x 1842 Sophie van Oranje-Nassau (1824-1897) | Karel Alexander van Saksen-Weimar-Eisenach (1818-1901) x 1842 Sophie van Oranje-Nassau (1824-1897) | Karel Alexander van Saksen-Weimar-Eisenach (1818-1901) x 1842 Sophie van Oranje-Nassau (1824-1897) |
| Karel August van Saksen-Weimar-Eisenach (1844-1894) x 1873 Pauline van Saksen-Weimar-Eisenach (1852-1904) | | | | |
| Kinderen                                                                                                  | Willem Ernst (1876-1923)                                                                           | Willem Ernst (1876-1923)                                                                           | Bernard (1878-1900)                                                                                | Bernard (1878-1900)                                                                                |
| Kinderen                                                                                                  | x 1903 Caroline Reuss (1885-1905)                                                                  | X 1910 Feodora van Saksen-Meiningen (1890-1972)                                                    | Bernard (1878-1900)                                                                                | Bernard (1878-1900)                                                                                |
| Kleinkinderen                                                                                             | -                                                                                                  | Sophia (1911-1988) Karel August (1912) Bernard Frederik (1917) George (1921)                       | -                                                                                                  | -                                                                                                  |